# Vlaamse Televisie Maatschappij
Vlaamse Televisie Maatschappij, eller vtm, är en kommersiell TV-kanal i Flandern, Belgien.
Kanalen grundades 1989 och blev snabbt marknadsledande i Flandern, en titel som de förlorade 2004 då kanalen Eén fick högre tittarandel. När vtm bestämde sig för att vinna tillbaka större delen av marknaden, satsade de på populära program som Mijn Restaurant.